# Вибори мера Москви 2013

Виборчий штаб Олексія Навального.

Вибори мера Москви 2013 — дострокові вибори мера Москви (столиця РФ), що відбулися 8 вересня 2013 року в єдиний день голосування. Також вибори голів регіонів пройшли ще у восьми суб'єктах Російської Федерації.
Станом на 1 липня 2013 року в Москві (враховуючи території, приєднані до міста з 1 липня 2012 року) було зареєстровано 7 176 568 виборців.

## Кандидати

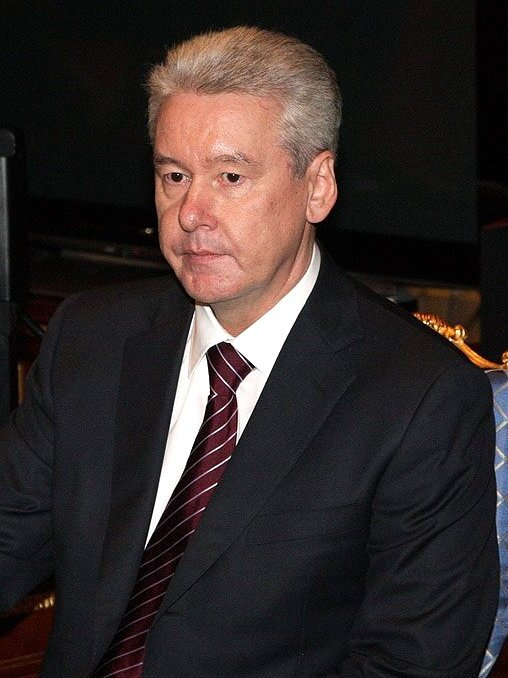
Сергій Собянін член Єдиної Росії самовисуванець (51,37 %)
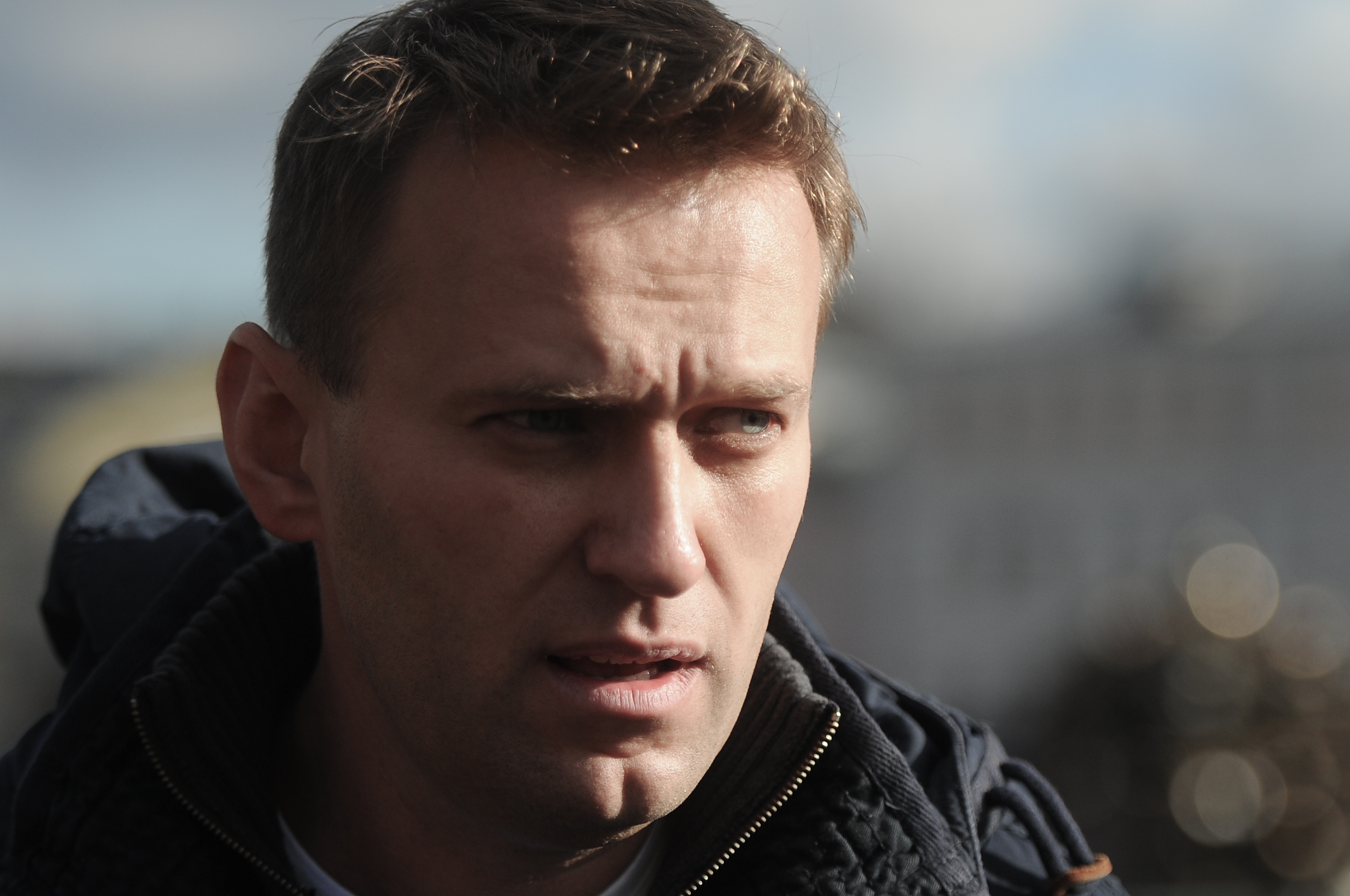
Олексій Навальний позапартійний висунутий від РПР-ПАРНАС (27,24 %)
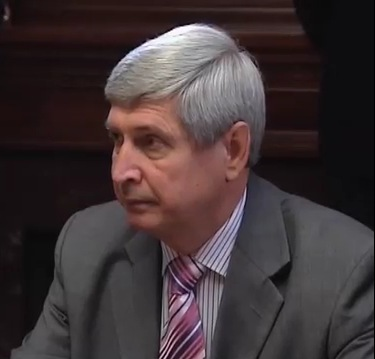
Іван Мельников член КПРФ висунутий від КПРФ (10,69 %)
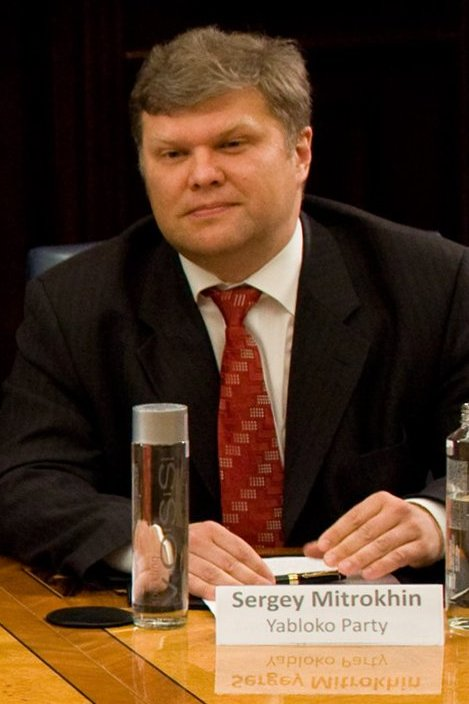
Сергій Мітрохін член "Яблука" висунутий від "Яблука" (3,51 %)
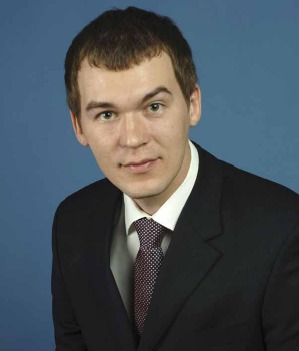
Михайло Дегтярьов член ЛДПР висунутий від ЛДПР (2,86 %)
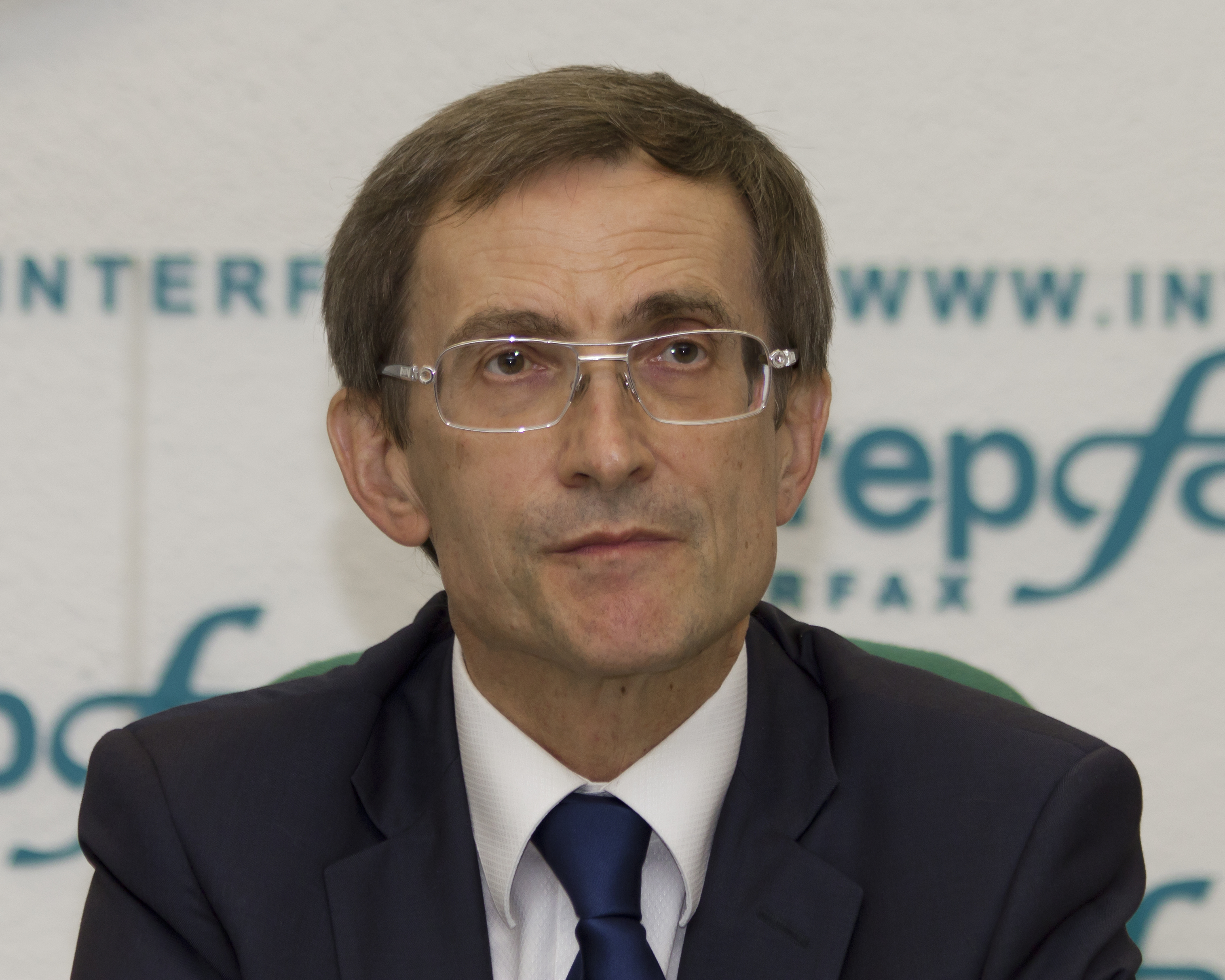
Микола Левичев член Справедливої Росії висунутий від Справедливої Росії (2,79 %)

- Михайло Дегтярьов — російський політик, депутат Державної думи РФ 6-го скликання від ЛДПР, заступник голови Комітету Державної Думи РФ з питань науки і наукомістких технологій.
- Микола Левичев — російський політичний діяч, голова політичної партії «Справедлива Росія».
- Іван Мельников — російський політичний діяч. Перший заступник Голови ЦК Комуністичної партії Російської Федерації, Перший заступник Голови Державної Думи ФС РФ, професор Московського державного університету ім. М. В. Ломоносова.
- Сергій Мітрохін — російський політичний и державний діяч. Голова Російської об'єднаної демократичної партії «Яблуко».
- Олексій Навальний — російський політичний і громадський діяч українського походження. За політичними переконаннями — російський ліберал.
- Сергій Собянін — російський політичний і державний діяч, 3-й мер Москви (21 жовтня 2010 — 5 червня 2013), виконувач обов'язків мера Москви (5 червня 2013 — 12 вересня 2013).

## Результати

### Екзит-поли
| Опитування                                                                                           | Сергій Собянін | Олексій Навальний | Іван Мельников | Сергій Мітрохін | Михайло Дегтярьов | Микола Левичев | Зіпсовано бюлетенів | Разом   |
| --- | -------------- | ----------------- | -------------- | --------------- | ----------------- | -------------- | ------------------- | ------- |
| Центр політичних технологій [Архівовано 11 вересня 2013 у Wayback Machine.]                          | 56 %           | 29 %              | 9 %            | 2 %             | 2 %               | 2 %            | —                   | 100 %   |
| ВЦИОМ (Всеросійський центр вивчення громадської думки) [Архівовано 7 жовтня 2013 у Wayback Machine.] | 53 %           | 32 %              | 8 %            | 3 %             | 1 %               | 1 %            | 1 %                 | 99 %    |
| ФОМ (Фонд Громадська Думка) [Архівовано 15 вересня 2013 у Wayback Machine.]                          | 52,5 %         | 29,1 %            | 9,4 %          | 3,4 %           | 2,4 %             | 2,2 %          | 1,0 %               | 100,0 % |
| Штаб Олексія Навального (19:00) [Архівовано 7 жовтня 2013 у Wayback Machine.]                        | 46,0 %         | 35,6 %            | 9,4 %          | 3,9 %           | 2,1 %             | 2,1 %          | 1,0 %               | 100,1 % |

### Остаточні результати
Після підрахунку 100 % бюлетенів ММВК оголосив такі результати:
| Кандидат             | %        |
| -------------------- | -------- |
| Сергій Собянін       | 51,37%   |
| Олексій Навальний    | 27,24%   |
| Іван Мельников       | 10,69%   |
| Сергій Мітрохін      | 3,51%    |
| Михайло Дегтярьов    | 2,86%    |
| Микола Левичев       | 2,79%    |
| Недійсних бюлетенів  | (?)      |
| Усього (явка:32,07%) | 100,00 % |

За повідомленням Московської міської виборчої комісії явка на виборах склала рекордно низькі 32,07 %, остаточну перемогу здобув у першому турі виборів Сергій Собянін, отримавши 51,37 % голосів, які склали переважну більшість. У випадку, якщо б його підтримка була меншою за 50 відсотків, повинний був би пройти другий тур виборів.

### Сайти кандидатів у мери
- Сайт Сергія Собяніна [Архівовано 12 серпня 2013 у Wayback Machine.] (рос.)
- Сайт Олексія Навального [Архівовано 14 лютого 2012 у Wayback Machine.] (рос.)
- Сайт Івана Мельникова (рос.)
- Сторінка Сергія Мітрохіна на сайті партії «Яблуко» [Архівовано 18 вересня 2013 у Wayback Machine.] (рос.)
- Сайт Михайла Дегтярьова [Архівовано 11 вересня 2013 у Wayback Machine.] (рос.)
- Сайт Миколи Левичева [Архівовано 7 серпня 2020 у Wayback Machine.] (рос.)